# Kanadas Grand Prix 1967
Kanadas Grand Prix 1967 var det åttonde av elva lopp ingående i formel 1-VM 1967. Detta var det första F1-loppet som kördes i Kanada. 

## Resultat
1. Jack Brabham, Brabham-Repco, 9 poäng
2. Denny Hulme, Brabham-Repco, 6
3. Dan Gurney, Eagle-Weslake, 4
4. Graham Hill, Lotus-Ford, 3
5. Mike Spence, BRM, 2
6. Chris Amon, Ferrari, 1
7. Bruce McLaren, McLaren-BRM
8. Joakim Bonnier, Jo Bonnier (Cooper-Maserati)
9. David Hobbs, Bernard White Racing (BRM)
10. Richard Attwood, Cooper-Maserati
11. Mike Fisher, Mike Fisher (Lotus-BRM)

### Förare som bröt loppet
- Jim Clark, Lotus-Ford (varv 69, tändning)
- Jackie Stewart, BRM (65, gasspjäll)
- Al Pease, John Maryon (Eagle-Climax) (47, för få varv)
- Chris Irwin, Reg Parnell (BRM) (18, snurrade av)
- Jochen Rindt, Cooper-Maserati (4, tändning)

### Förare som diskvalificerades
- Eppie Wietzes, Lotus-Ford (varv 69)

### Förare som ej startade
- Jo Siffert, R R C Walker (Cooper-Maserati)

### Förare som ej kvalificerade sig
- Tom Jones, Tom Jones (Cooper-Climax)